# Jessore (distrito)
Jessore é um distrito localizado na divisão de Khulna, em Bangladexe.

## História
Jessore foi um reino medieval sob o governo de Pratapaditya. O Distrito de Jessore pertenceu ao antigo reino Janapada de Samatat Janapada. Em 1947, Jessore foi parcialmente dividida. .